# Olympische Zwischenspiele 1906/Leichtathletik – 400 m (Männer)
Der 400-Meter-Lauf der Männer bei den Olympischen Zwischenspielen 1906 in Athen wurde am 29. April 1906 im Panathinaiko-Stadion entschieden. Zwei Tage zuvor gab es sechs Vorläufe und einen Hoffnungslauf.

## Rekorde
Der bestehende Weltrekord wurde in einem Rennen über 440 Yards aufgestellt.
| Weltrekord         | 47,8 s | Vereinigte Staaten | Maxwell Long  | 1900 |
| Olympischer Rekord | 49,2 s | Vereinigte Staaten | Harry Hillman | 1904 |

## Ergebnisse

### Vorläufe (27. April 1906)

#### 1. Vorlauf
| Platz | Athlet           | Land           | Zeit (s) |
| ----- | ---------------- | -------------- | -------- |
| 1     | Harry Hillman    | USA            | 54,8     |
| 2     | William Anderson | Großbritannien | k. A.    |
|       | Aage Petersen    | Dänemark       | k. A.    |
|       | Eli Parsons      | USA            | k. A.    |

#### 2. Vorlauf
| Platz | Athlet              | Land         | Zeit (s) |
| ----- | ------------------- | ------------ | -------- |
| 1     | Paul Pilgrim        | USA          | 55,2     |
| 2     | Vincenz Duncker     | Deutschland  | k. A.    |
| 3     | Ioannis Demesthikas | Griechenland | k. A.    |
| 4     | Dimitrios Siantis   | Griechenland | k. A.    |

#### 3. Vorlauf
| Platz | Athlet          | Land           | Zeit (s) |
| ----- | --------------- | -------------- | -------- |
| 1     | Nigel Barker    | Australien     | 53,0     |
| 2     | James Lightbody | USA            | 55,0     |
| 3     | John Horne      | Großbritannien | k. A.    |
| 4     | Georges Malfait | Frankreich     | k. A.    |

#### 4. Vorlauf
| Platz | Athlet                  | Land           | Zeit (s) |
| ----- | ----------------------- | -------------- | -------- |
| 1     | Wyndham Halswelle       | Großbritannien | 54,0     |
| 2     | Lawson Robertson        | USA            | k. A.    |
|       | Pantelis Ektoros        | Griechenland   | k. A.    |
|       | Sotirios Anastasopoulos | Griechenland   | k. A.    |
|       | Howard Valentine        | USA            | k. A.    |

#### 5. Vorlauf
| Platz | Athlet                | Land       | Zeit (s) |
| ----- | --------------------- | ---------- | -------- |
| 1     | Charles Bacon         | USA        | 56,2     |
| 2     | Marc Bellin du Coteau | Frankreich | k. A.    |
| 3     | George Queyrouze      | USA        | k. A.    |
| 4     | Karl Lampelmayer      | Österreich | k. A.    |

#### 6. Vorlauf
| Platz | Athlet          | Land           | Zeit (s) |
| ----- | --------------- | -------------- | -------- |
| 1     | Fay Moulton     | USA            | 54,8     |
| 2     | Johannes Runge  | Deutschland    | k. A.    |
| 3     | Martin Beckmann | Deutschland    | k. A.    |
| 4     | Reginald Reed   | Großbritannien | k. A.    |

### Hoffnungslauf (27. April 1906)
| Platz | Athlet                | Land           | Zeit (s) |
| ----- | --------------------- | -------------- | -------- |
| 1     | William Anderson      | Großbritannien | 54,8     |
| 2     | Marc Bellin du Coteau | Frankreich     | k. A.    |
| 3     | Vincenz Duncker       | Deutschland    | k. A.    |

### Endlauf (29. April 1906)
| Platz | Athlet                | Land           | Zeit (s) |
| ----- | --------------------- | -------------- | -------- |
| 1     | Paul Pilgrim          | USA            | 53,2     |
| 2     | Wyndham Halswelle     | Großbritannien | k. A.    |
| 3     | Nigel Barker          | Australien     | k. A.    |
| 4     | Harry Hillman         | USA            | k. A.    |
| 5     | Charles Bacon         | USA            | k. A.    |
| 6     | Fay Moulton           | USA            | k. A.    |
| 7     | William Anderson      | Großbritannien | k. A.    |
| 8     | Marc Bellin du Coteau | Frankreich     | k. A.    |

Titelverteidiger Hillman konnte das von den eigentlichen Favoriten Halswelle und Barker vorgegebene Tempo schon frühzeitig nicht halten. Auf der Zielgeraden überholte der Außenseiter Pilgrim die beiden Führenden und gewann noch mit Vorsprung. Die Abstände wurden wie folgt angegeben: Halswelle 4 Yards hinter Pilgrim, Barker 2 Yards hinter Halswelle.